# Flutolanil
Flutolanil (ISO-naam) is een fungicide. Het behoort tot de groep van benzaniliden. Andere stoffen in die groep zijn onder meer mepronil en benodanil.
Flutolanil werd ontwikkeld door het Japans bedrijf Nihon Nohyaku Co., Ltd. en in 1985 op de markt gebracht, met als merknaam Moncut. De octrooibescherming is inmiddels verlopen en andere bedrijven verkopen ook producten op basis van flutolanil; merknamen zijn onder meer Iota en Symphonie.

## Werking
Flutolanil is een systemisch fungicide. Het is een inhibitor van een enzymcomplex dat nodig is voor de ademhaling, en verhindert daarmee de synthese van glutamaat en aspartaat. Het stopt infecties die reeds aanwezig zijn en beschermt tegen nieuwe infecties.

## Toepassingen
Flutolanil wordt gebruikt als stuifpoeder voor de ontsmetting van aardappelpootgoed vóór of tijdens het planten, tegen lakschurft (Rhizoctonia solani). In Nederland wordt flutolanil als bescherming tegen deze schimmelziekte toegepast bij het planten van tulpen.
Het wordt ook verspoten op bladeren bij de teelt van onder meer rijst en pindanoten.

## Regelgeving
De Europese Commissie heeft flutolanil opgenomen in de lijst van toegelaten bestrijdingsmiddelen. De toelatingsperiode loopt van 1 maart 2009 tot 28 februari 2019. In België zijn Iota en Symphonie erkend voor de ontsmetting van aardappelpootgoed.

## Toxicologie en veiligheid
Flutolanil heeft een lage acute toxiciteit voor zoogdieren. Het is niet genotoxisch, carcinogeen of teratogeen.
Het is persistent tot zeer persistent in de bodem: de halveringstijd bedraagt, naargelang het bodemtype, tussen 115 en 397 dagen. In water is het stabiel voor hydrolyse en fotolyse; de aerobe afbraak is langzaam (halveringstijd meer dan 30 dagen). Het ecotoxicologisch potentieel van de stof wordt als laag bestempeld.
Flutolanil is een zogenaamde fluoride-pesticide en bevat PFAS.
PFAS kunnen bijvoorbeeld effect hebben op het immuunsysteem, op de voortplanting en ontwikkeling van het ongeboren kind. Ook kunnen PFAS een effect hebben op cholesterol in het bloed, effecten op de lever geven en nier- en testiskanker veroorzaken.. De stoffen kunnen verder schadelijk zijn voor de natuur. (RIVM)